# Втрати силових структур внаслідок російського вторгнення в Україну (червень 2025)
У статті наведено список втрат українських військовослужбовців у російсько-українській війні за червень 2025 року (включно).

## Поіменний перелік

### 1 червня
- Хома Дмитро Володимирович («Фантом») — 67 ОМБр. Тернопільщина. Загинув на Донеччині [1][2]
- Подуфалов Тарас — 10 ОГШБр. 26.06.1988 р.н., м. Борислав.[3]
- Сієнко Євгеній — старший солдат. 09.03.1998 р.н.. Загинув на Сумщині.[4]
- Шелег Володимир Володимирович — 20.05.1972 р.н.. Загинув на Сумщині.[5]
- Коваленко Євген Іванович — 22.01.1988 р.н., м. Шостка. Загинув на Донеччині.[6]
- Літвінцов Назарій — солдат. 23 роки. Загинув на Донеччині.[7]
- Мелентьєв Ростислав Валерійович — ССО. 18.07.1997 р.н., с-ще Кірове. Загинув на Сумщині.[8][9]
- Міхолажин Дмитро Ігорович — 19.05.1985 р.н., м. Дніпродзержинськ. Загинув на Дніпропетровщині внаслідок ракетного удару. [10]
- Кацімон Руслан — 42 роки, с. Грузинівка. Загинув на Дніпропетровщині внаслідок ракетного удару.[11]

### 2 червня
- Мучичка Михайло — старший сержант. 29 років, с. Горонда.[12]
- Любих Роман Леонідович — молодший сержант. 1991 р.н.. Загинув на Сумщині.[13]
- Камалов Олег Газітдінович — солдат. 23.08.1973 р.н..[14]
- Багінський Юрій Володимирович — с-ще Мар'янівка. Загинув на Донеччині.[15]
- Гандзій Василь Іванович — 43 роки, м. Київ [16]

### 3 червня
- Забіяка Сергій Петрович — 05.09.1982 р.н., м. Кролевець. Загинув на Запоріжжі.[17]
- Антоненко Артем («Піротехнік») — старший лейтенант, 54 ОМБр. Загинув на Донеччині.[18]
- Мисягін Денис («Smolet») — 125 ОБрТрО. 8.11.1980, м. Зміїв [19]
- Дубовий Віталій Олександрович — старший лейтенант. 30.06.1978 р.н.. Загинув на Донеччині.[20]
- Кругляк Сергій — молодший сержант, 10.03.1983 р.н..[21]
- Кіребко Артем — 95 ОДШБр. 16.08.1991, м. Львів [22]
- Мунтян Андрій Васильович — кулеметник, 102 ОБрТрО. 13.02.1985, Молдова. Загинув на Запоріжжі внаслідок артилерійського обстрілу [23][24]
- Яковлєв Василь Сергійович — 14.10.1980, м. Киштим Челябінської області [25]

### 4 червня
- Куценко Артем — штаб-сержант. 20.06.1985 р.н.. Загинув внаслідок ракетного удару в Полтавській області.[26]
- Литовченко Анатолій — молодший сержант. 28 років.[27]
- Ніколайчук Вадим Миколайович — солдат. 02.06.1983 р.н.. Загинув в районі Покровська на Донеччині.[28]
- Прядко Вадим — солдат, 53 роки.[29]
- Гринюк Сергій — загинув виконуючи бойове завдання поблизу села Новий Мир Ізюмського району Харківщини.[9]

### 5 червня
- Андрухович Іван Михайлович («Джокер») — в/ч А5044. 11.07.1993 р.н., с. Лазещина. Загинув на Сумщині.[30]
- Лютан Василь — молодший сержант. 15.05.1989 р.н., с. Красна. Загинув на Запоріжжі.[31]
- Двулят Богдан — 105-й прик. загін. 34 роки, с. Хильчиці.[32]

### 6 червня
- Троян Катерина («Мяу») — 82 ОДШБр. 32 роки. Загинула на Донеччині.[33]
- Дубик Юрій — 56 ОМПБр. 32 роки.[34]
- Підлісний Дмитро — 28.11.1984 р.н., м. Щорс.[35]

### 7 червня
- Кіцану Сергій — с. Рябоконеве. Загинув в районі села Клебан-Бик на Донеччині.[36]
- Жуков Богдан — старший лейтенант. 33 роки. Загинув на Донеччині.[37]
- Костров Олег — помер через хворобу.[29]
- Головко Роман — 5 ОШБр. 7.11.1984, м. Львів [22]

### 8 червня
- Васюта Юрій  — солдат, 2 травня 1981р.н., Полтава [29]
- Петришак Іван — 29 років. Загинув на Донеччині.[38]
- Привалов Олег —  солдат, 6 серпня 1974 р.н.[9]
- Кузнецов Дмитро —капітан, помер під час виконання бойового завдання на Куп’янському напрямку.[39]
- Гарбузенко Сергій («Бубочка»)—  31 жовтня 2001, Петропавлівка. 43 ОМБр [40][41]

### 9 червня
- Лижнюк Олександр Миколайович — солдат. 17.12.1979 р.н.  Загинув на Сумщині.[42]
- Шевчик Ростислав Володимирович — солдат, в/ч А5003. 11.07.1979 р.н.. Загинув на Сумщині.[43]
- Євдокимов Валентин — старший солдат, президентська бригада. 10.09.2001 р.н., с. Гудими.[44]

### 10 червня
- Білінчук-Портяк Орест («Сибіряк») — 4 БрОП «Рубіж». 2.05.1994 [45]
- Бистр Андрій —  27 років. 3-ї окрема штурмова бригада, загинув на Луганщині. [46]
- Коваль Володимир Андрійович — 131 ОРБ. 27.08.2000 ,р.н., м. Вінниця. Загинув на Донеччині.[47]
- Корендій Андрій Романович — загинув на Харківщині.[48]
- Кохась Станіслав — 27.09.1986 р.н., с-ще Понорниця. Загинув на Донеччині.[49]
- Худевич Микола — 73 МЦССО. 45 років. Загинув на Сумщині.[50]
- Шпілєвой Олександр — 7-й прикордонний Карпатський загін ДПСУ. 17.11.1977, м. Балта [51]
- Чищевий Олексій — 53 ОМБр. м. Енергодар [52][53]
- Топал Микола Сергійович — солдат. 30 років.[54]
- Соляник Ігор — лейтенант. 1995 [55]

### 11 червня
- Ржимовський Віталій Сергійович — старший солдат. 14.01.1991 р.н., м. Дніпродзержинськ. Загинув на Донеччині.[56]
- Ковальчук Олександр — солдат, загинув у бою на Запорізькому напрямку.[57]
- Якименко Василь —  солдат, майстер ударних дронів, загинув на Харківщині, виконуючи бойове завдання.[57]
- Карвацький Віталій Сергійович («Турист») — пілот FPV-дронів, 3 ОШБр. м. Дніпро. Загинув на Харківщині [58][59]

### 12 червня
- Семенака Володимир Олександрович — 09.02.1992 р.н.. Загинув на Херсонщині.[60]
- Нікітчук Василь — 37 років, с. Підліски. Помер у госпіталі.[61]
- Нелюба Віктор — 4 лютого 1994 р.н., м. Полтаві. Загинув в районі виконання бойових завдань за призначенням в Донецькій області.[57]
- Михайлюк Олег — 6-й окремий полк рейнджерів. 28.10.1990, м. Львів [51]
- Делевин Ігор — 156 ОМБр. 12.01.1991, м. Львів [62].
- Аверʼянов Ігор — 155 ОМБр. 10.02.1970, м. Львів [63]
- Пустовий Родіон — батальйон «Реванш».  1.07.1999, м. Львів [64]

### 13 червня
- Орленко Сергій Олександрович — 09.03.1996 р.н., м. Суми. Загинув на Донеччині.[65]
- Рубель Сергій Михайлович — старший солдат, 152 ОБТрО. 28.07.1974 р.н., м. Ромни. Помер у реанімаційному відділенні.[66]

### 14 червня
- Півчук Віталій Ярославович — старший солдат, 6 прик. загін. 27.06.1982 р.н.. Помер у госпіталі в місті Харкові.[67]
- Кріпак Сергій — солдат. Загинув на Донеччині.[68]
- Броварський Андрій — солдат. 01.09.2005 ,р.н., м. Носівка. Загинув на Донеччині.[69]

### 15 червня
- Климченко Михайло — 49 років.[70][71]
- Феліпенко Юрій Сергійович — 429 полк. 08.05.1993 р.н., м. Запоріжжя.[72]
- Панік Сергій — 155 ОМБр. 5.02.1989, м. Львів [51]
- Нєвєдомський Богдан — 120 ОРП. 6.09.2004, м. Львів [73]
- Кошелюк Віталій — 28 років, с. Грушківці. Загинув на Дніпропетровщині.[74]

### 16 червня
- Овчаренко Олександр Анатолійович — 02.01.1993 р.н., с. Камінь. Загинув на Донеччині.[75]
- Кропива Ілля — сержант, НГУ. 01.08.2003 р.н.. Помер у лікарні внаслідок отриманого напередодні поранення.[76]
- Кейван Василь — 10 ОГШБр. 1992, с. Хутір-Будилів. Загинув на Донеччині [77]

### 17 червня
- Січкар Євген Анатолійович — штаб-сержант. 03.06.1982 р.н..[78]
- Максименко Сергій Павлович — головний сержант. 02.02.1980 р.н..[79]
- Білик Сергій Вікторович — старший лейтенант. 29.04.1988 р.н..[80]
- Кушніренко Ігор Олегович — солдат. 22.08.1988 р.н..[81]
- Покровенко Антон Олександрович — старший солдат. 13.11.1984 р.н..[82]
- Лісов Андрій — 43 роки, с. Броска. Загинув на Сумщині.[83]
- Фостяк Ігор — 38 років. Загинув на Сумщині.[84]
- Римарук Віталій — ОЗСП «Омега». 13.09.1998, селище Делятин [85]
- Багрій Назар — молодший сержант, командир відділення. 1999, Калуська громада [86]

### 18 червня
- Мудрак Валерій Миколайович — солдат. 30.08.1983 р.н.. Загинув на Харківщині внаслідок ДТП.[87]
- Бородюк Сергій Віталійович — 26.07.1989 р.н.. Загинув на Сумщині.[88]
- Остапенко Вадим — 103 ОБрТрО. 25.10.1973, м. Харків [89]
- Хруник Володимир — командир бойової машини 109 ОГШБ. 27 травня 1984, селище Поточище. Загинув поблизу селища Виїмка Бахмутського району Донецької області [90]
- Готра Роман — 34 ОБрБО. 25.02.1999, м. Львів [91]

### 19 червня
- Щербій Орест Михайлович — 1971, м. Калуш [92]
- Санагурський Дмитро Богданович — сержант. 1970 р.н..[93]
- Панасюк Андрій — 13.12.1994, с. Великі Грибовичі, Львівська область. 14 БрОП «Червона Калина» [63]
- Мельник Назар — 93 ОМБр «Холодний Яр». 7.08.1983, м. Львів [94]
- Санагурський Дмитро Богданович — 63 ОМБр. 1 березня 1970, с. Жовчів [95]

### 20 червня
- Будзінський Олександр Васильович — 50 років, с. Михайлівка.[96]
- Пигина Богдан — сержант. 1996 р.н., м. Бердичів.[97]

### 21 червня
- Тлумач Сергій — майор поліції. 43 роки.[98]
- Киба Антон Максимович — старший солдат, 42 МПБ. 11.09.1996 р.н.. Помер на Харківщині.[99]
- Марич Віктор — 11 травня 1988, с. Пнів. Загинув поблизу села Малинівка Гуляйпільського району [100].

### 22 червня
- Таранов Анатолій — 12-та бригада НГУ «Азов». 31.08.1991, м. Дрогобич [89]
- Гельжинський Тарас — 125 ОБрТрО. 2.07.1973, с. Ставичани Хмельницької області [101].

### 23 червня
- Матвійків Андрій — 80 ОДШБр. 19.03.1993 р.н, м. Львів [94]
- Масленок Євгеній Геннадійович — солдат,  19.01.1994 р.н. село Великий Щимель.[102]
- Мовчан Шархан Анатолійович — солдат, стрілець-номер обслуги 225 ОШП. 4.1.1992, м. Долина. Загинув в районі села Андріївка, Сумської області внаслідок удару ворожого дрона [103]
- Шовкун Сергій — старший солдат. 16.08.1984 р.н.. Загинув на Донеччині [104]
- Бредак Юрій Миколайович («Клевер») — 30.8.1978 [105]

### 24 червня
- Буханцов Олексій — 42 ОМБр. 18.02.1971, м. Львів [89]
- Яснопольський Владислав — 81 ОМБр. 22.03.2001, м. Краматорськ[106][107]
- Мельник Василь Іванович — 102 ОБрТрО. 2 вересня 1958 [108]
- Русиняк Микола Мирославович — солдат. 18.12.1976, селище Делятин. Помер в Харкові [109]

### 25 червня
- Камишаченко Артемій — в/ч А0284. 01.02.1998 р.н., м. Дрогобич. Загинув поблизу села Микільське на Сумщині.[110]
- Тепчук Володимир Петрович — сержант, командир відділення, м. Калуш [111]
- Сачвук Петро Михайлович — розвідник-далекомірник мінометного взводу 115 ОМБр. 28 лютого 1979, с. Дубівці. Загинув між селом Новоплатонівка та містом Лозова під час бойового завдання [112].
- Подлевський Роман — Донецький прикордонний загін. 28.08.1975, м. Львів [113]

### 26 червня
- Лешанич Іван Миколайович — солдат, 101 ОБрТрО. Село Стужиця, Закарпатська область. Загинув на Сумщині [114].
- Сидор Юрій —  125 ОБрТрО. 13.01.1968, м. Дрогобич [101]
- Сацюк Олександр — майор, 10 ОГШБр. 15 листопада 1970, Київська область [115].
- Селівойленко Олег — оператор БПЛА, 141 ОМБр. 22 січня 1984, с. Вербовець Косівської громади. 2 червня 2025 отримав поранення, внаслідок якого помер у Військово-медичному клінічному центрі Центрального регіону у Вінниці.[116]
- Дімов Георгій — солдат. 20.7.1986, с. Виноградівка  [117]

### 27 червня
- Панич Сергій Олександрович — старший сержант, ДПСУ. 05.02.2000 р. н., с. Нова Січ. Загинув на Сумщині.[118]
- Окпиш Ернест — 60 ОМБр. 13.08.1978, м. Львів [119]

### 28 червня
- Калан Владислав Романович («Француз») — солдат, оператор відділення радіорозвідки, 108-й ОШБ «Вовки Да Вінчі» 22 червня 2001, м. Долина. Загинув поблизу села Муравка Донецької області [120][121]
- Коваль Олександр Леонтійович («Сова») — майстер екіпажу беспілотних систем, 108-й ОШБ «Вовки Да Вінчі»  13.5.1997, с. Більська Воля [122]
- Гречанюк Степан Васильович — солдат, 82 ОДШБр. 1983, с. Забережжя. Отримав важкі поранення від атаки дрону 19 червня 2025 біля села Шахове Краматорського району, помер в госпіталі [123].
- Деркач Арсен («Тайкус») — 12-та бригада НГУ «Азов». 11 липня 2006, с. Сопів. Загинув поблизу селища Щербинівка Бахмутського району Донецької області [124]

### 29 червня
- Устименко Максим Юрійович — підполковник, 1993 р.н. пілот F-16, Герой України (посмертно) [125] .
- Вуглицький Олександр — 95 ОДШБр. 28 років. Загинув на Сумщині.[126]

### 30 червня
- Ткачук Віталій — солдат.[127]

- Муковоз Михайло Вікторович — молодший лейтенант
- Сало Олег («Штанга») — 3 ОШБр. 4.04.2004, м. Львів [128]